# 외르크 슈틸
외르크 슈틸(독일어: Jörg Stiel, 1968년 3월 3일 ~ )은 스위스의 은퇴한 축구 선수이자, 포지션은 골키퍼였다. 슈틸은 지난 유로 2004 대회에서 스위스 대표팀의 주장으로 출전했었다.

## 수상
개인
- 2003년 스위스 올해의 선수상
- UEFA 유로 2004 조별리그 맨 오브 더 매치 (vs 크로아티아)